# Leukocidin
Leukocidin là một loại chất độc tế bào sản sinh bởi một vài loại vi khuẩn. Đây là một loại chất độc tạo lỗ. Cái tên "leukocidin" hàm ý nói rằng chất độc này nhằm tiêu diệt các bạch cầu. Người ta xếp leukocidin vào nhóm invasin, có nghĩa là các chất bài tiết có tác dụng như enzim với chức năng giúp vi khuẩn xâm nhập vào mô của vật chủ.
Một ví dụ điển hình của leukocidin là leukocidin Panton-Valentine.